# Lycée d'enseignement général technologique et professionnel du Castel
Le lycée d'enseignement général technologique et professionnel du Castel est un édifice situé dans la ville de Dijon, dans le département de la Côte-d'Or, en région Bourgogne-Franche-Comté.

## Histoire
Entre 1705 et 1710, Charles Legouz Morin (1657 – 1736) acquiert, des chanoines de la collégiale Saint-Etienne, plusieurs parcelles de terre proches de leur moulin Saint-Etienne. Sur cet emplacement, il fait construire une maison des champs, peut-être par l’architecte Martin de Noinville.

En 1730, Legouz Morin vend le Castel à Marc-Antoine Chartraire de Montigny, trésorier général des États de Bourgogne, connu aujourd’hui pour l’hôtel Chartraire de Montigny de la rue Vannerie. Chartraire agrandit le domaine en 1735 et fait creuser des canaux reliés au bief du moulin. Après sa mort en 1750, le Castel passe à son fils Antoine Chartraire, qui le vend en 1776. Plusieurs propriétaires se succèdent alors.

En 1793, le Castel est acquis par Philippe Régneau. Il ne s’agit pas d’une vente de bien national, comme on le lit souvent. Au tout début du XIXe siècle, Régneau y crée une brasserie. La famille Régneau, puis Robin, va conserver cette propriété sur cinq générations, jusqu’à sa vente à la Ville de Dijon en 1949.

Gustave Bonickhausen dit Eiffel, le célèbre constructeur de la Tour, naît en 1832 sur le port du canal où ses parents tenaient un prospère commerce de charbon. Les parents Eiffel se retirent de leur commerce et louent le Castel pendant 24 ans, de 1843 à 1867. Gustave Eiffel passe son adolescence au Castel, alors qu’il est pensionnaire au collège royal, et revient s’y marier en 1862 avec la petite-fille du propriétaire.

Le domaine du Castel est plusieurs fois agrandi par Edouard Régneau, fils de Philippe, puis par sa petite-fille Célestine, jusqu’à une surface de près de 11 ha. A la mort de Célestine en 1905, le Castel revient à son fils Albert Robin, célèbre médecin mondain parisien.

En 1949, le domaine du Castel, qui a beaucoup souffert de l’occupation allemande, est acquis par la Ville pour la construction d’une Cité scolaire féminine. La brasserie est démolie en 1953 et les travaux sont lancés en 1955, sous la direction de l’architecte en chef de la Ville, Georges Gendrot. La Cité entre en service le 1er octobre 1960. Quant au Castel de Charles Legouz Morin, il faudra attendre 1996-98 pour qu’il soit enfin restauré par la Région désormais  chargée des lycées. On lui adjoint une extension harmonieuse et il abrite l’école hôtelière du lycée avec son restaurant Le Gustave.

Les façades et les toitures sont inscrites au titre des monuments historiques par arrêté du 27 octobre 1971.

## Description
Le lycée est aujourd'hui principalement connu pour les formations qu'il offre dans les métiers de l'hôtellerie, la restauration, et de l'alimentation et pour son option en Cinéma Audiovisuel. Bon nombre de formation y sont proposées: des classes de troisième préparatoires aux métiers, une classe ULIS, une classe de seconde générale et technologique, des formations générales au baccalauréat (en tout, 7 spécialités sont proposées aux bacheliers accompagnées de 4 options), des baccalauréats technologiques, et des formations technologiques également (telles que des bac pros ou des CAP). Ce lycée polyvalent enseigne aussi dans le supérieur et propose des BTS, DCG et CPGE dans les métiers du tertiaire, des BTS et IMRT dans les métiers de la biologie et du paramédical, des formations dans les métiers de la mode, et des BTS et licence dans les métiers de l'hôtellerie de la restauration et de l'hébergement, et pour finir une classe préparatoire économique et commerciale option technologique. Le lycée est également ouvert à l'international et propose des échanges Erasmus. Cet établissement de 16 hectares comprend un internat filles et garçons, un traiteur, un pressing, une association sportive, une boulangerie pâtisserie, un grand nombre de bâtiments voués à l'éducation, un gymnase et un grand terrain en son sein. 

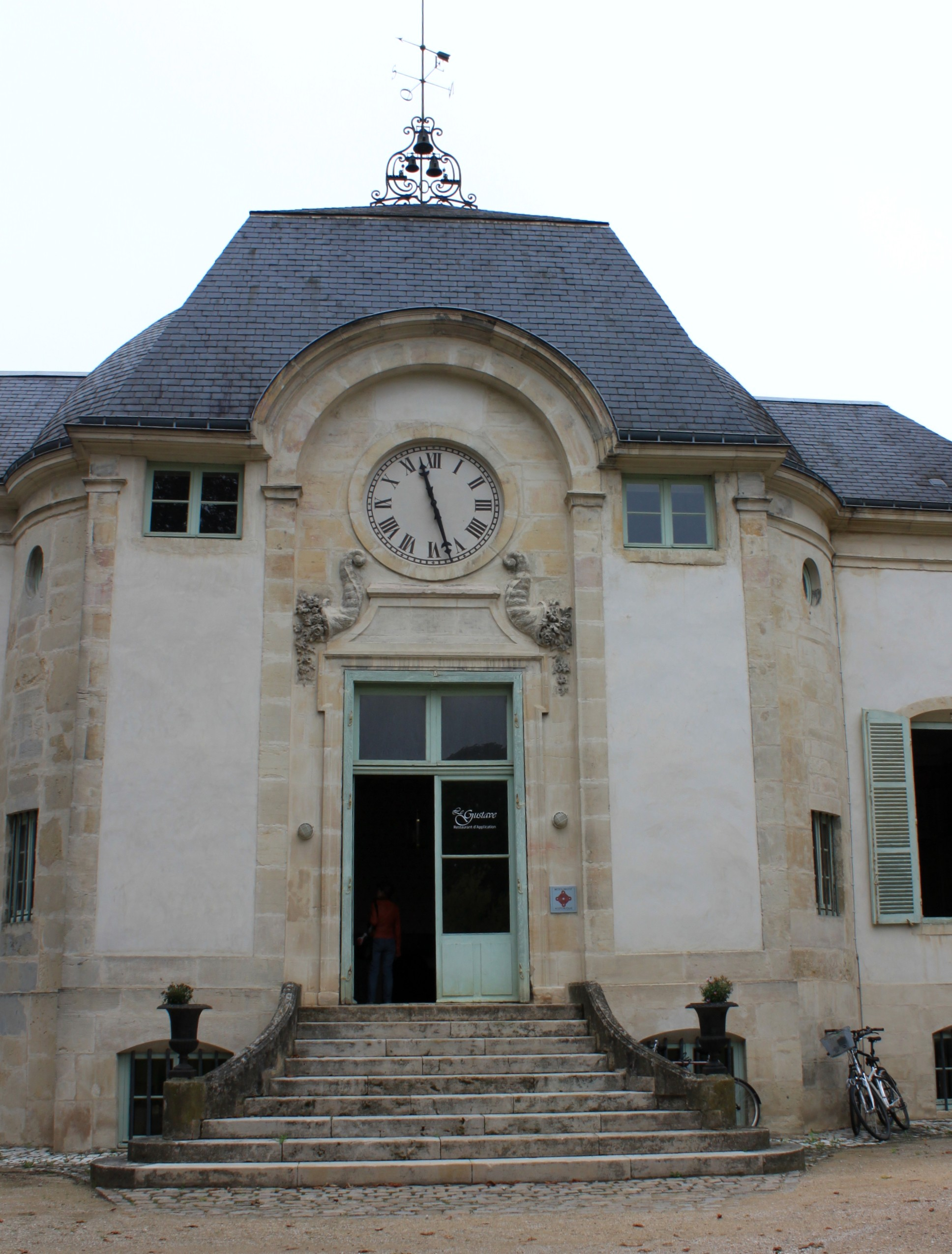
Façade et entrée de la bâtisse du Castel.
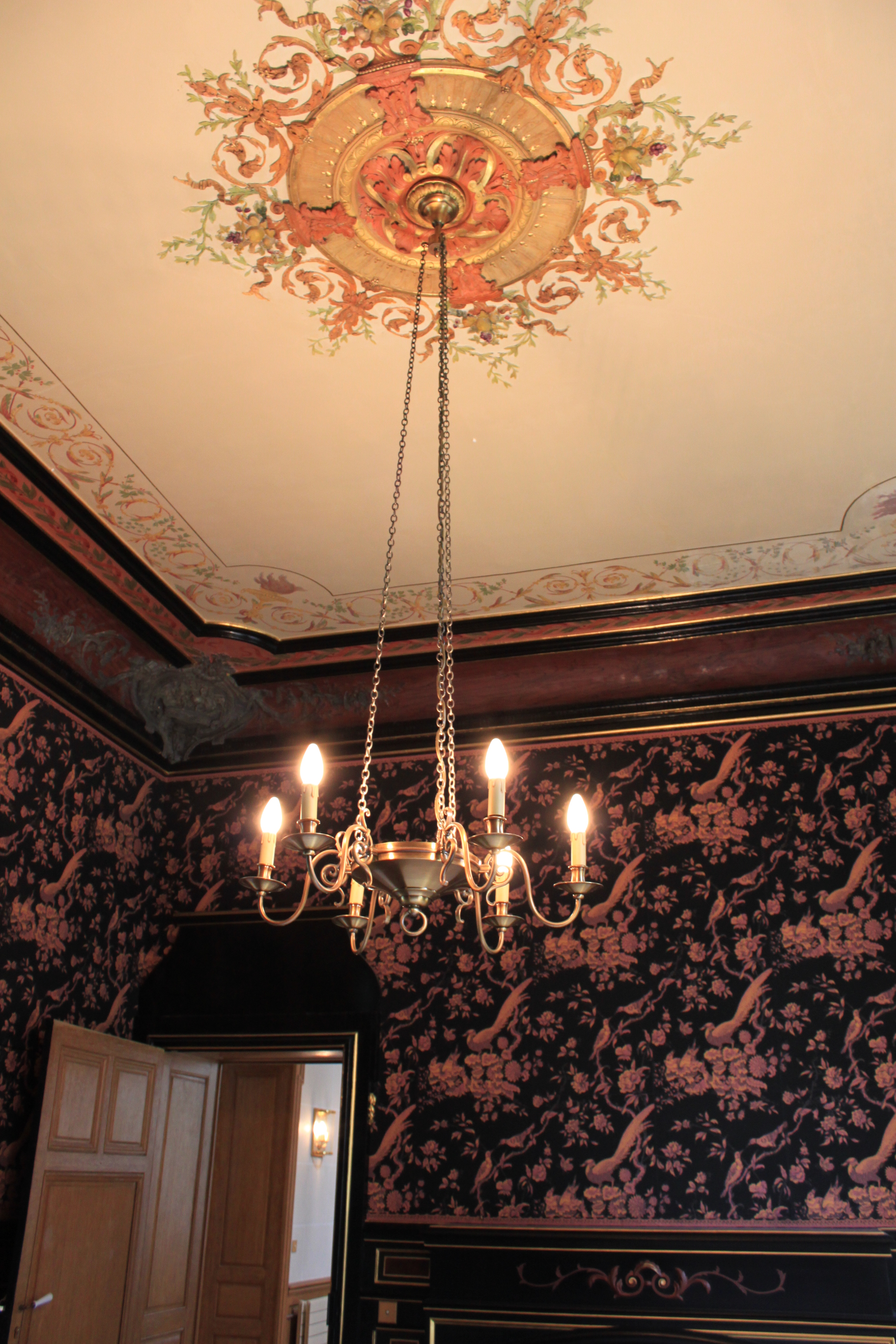
Ornement et intérieur.
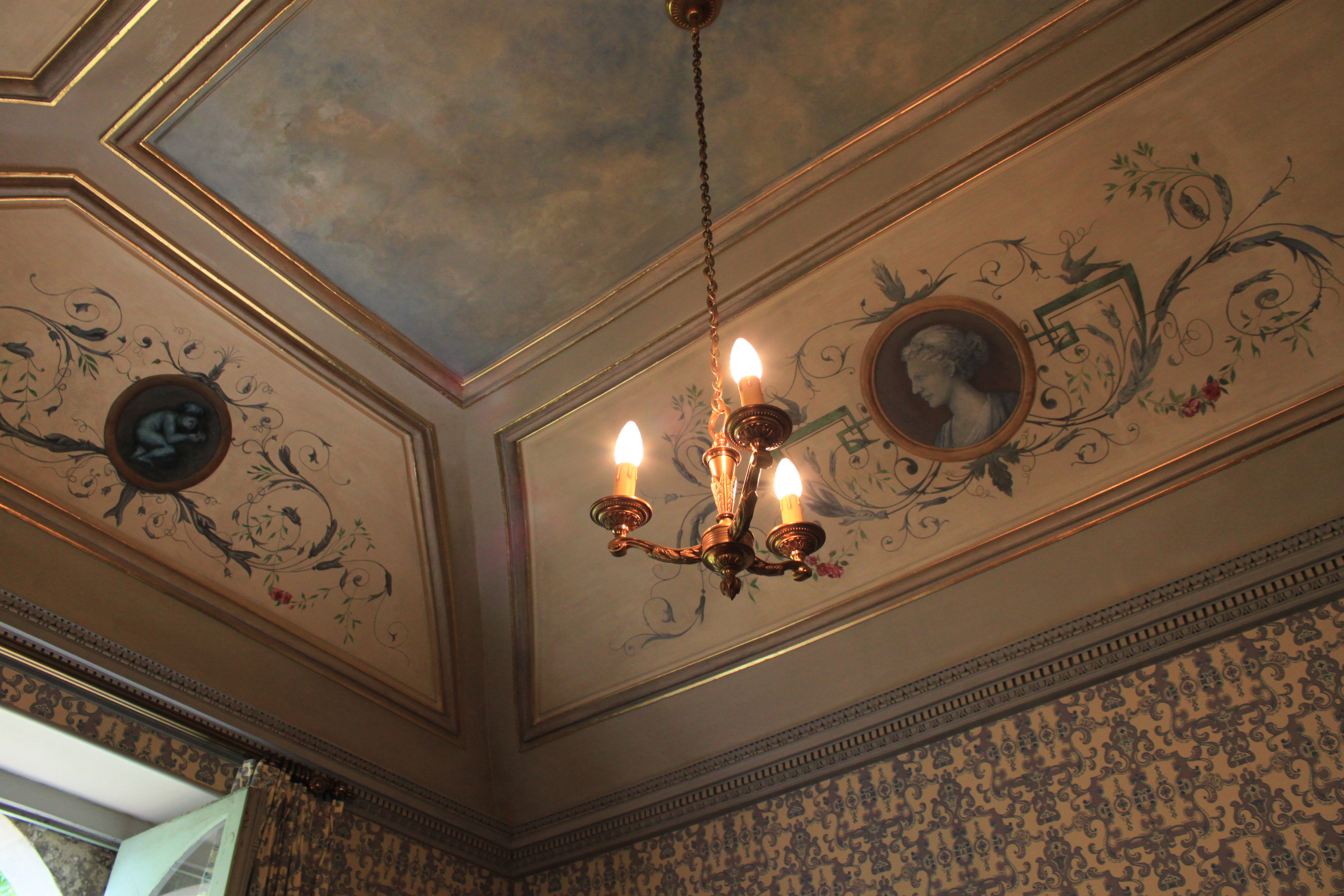
Décor du plafond.